# Anolis monticola
Anolis monticola е вид влечуго от семейство Dactyloidae. Видът е почти застрашен от изчезване.

## Разпространение
Разпространен е в Хаити.